# Контртеррористическая операция в городе Карабулак (Ингушетия)
Контртеррористи́ческая опера́ция в Карабула́ке — конфликт, начавшийся из-за того, что во время оперативно-розыскных мероприятий, в жилом многоквартирном здании была обнаружена группа боевиков. В ходе начатой операции, ФСБ ликвидировала шестерых боевиков связанных с Исламским государством.

## Ход действий
Во время оперативно-розыскных мероприятий, в одном из жилых многоквартирных зданий города Карабулак была обнаружена и заблокирована группа боевиков. При попытке задержания они открыли огонь. Силовики вступили в боестолкновение. В 19:30 (МСК), был введён режим КТО на улицах Рабочая, Осканова, Набережная, Джабагиева. Жителей заблокированного дома временно разместили в школьном спортзале. Ближе к 21 часам по московскому времени активная перестрелка прекратилась, остались лишь единичные выстрелы. Позднее, блокированные боевики попытались сбежать через окно, по связанным вместе простыням, однако попытка скрыться от спецслужб закончилась провалом.
В воскресенье, 3 марта, спецоперация была завершена ликвидацией шестерых боевиков, трое из которых находились в федеральном розыске и были причастны к нападению на пост ДПС и убийству трёх сотрудников полиции в марте 2023 года. Режим КТО был отменён в 12:45 (МСК). В сети появилась информация о смерти случайного прохожего и о ранении троих сотрудников Федеральной службы безопасности, позднее, смерть гражданского лица была опровергнута.
По данным НАК, группа боевиков вынашивала намерение совершить резонансные преступления террористической направленности в местах массового скопления людей.

Через пять дней после снятия режима КТО в Карабулаке, на совещании по вопросам обеспечения нацбезопасности в регионе под руководством секретаря Совета безопасности (СБ) РФ Николая Патрушева, полномочный представитель президента РФ в Северо-Кавказском федеральном округе Юрий Чайка сообщил о том, что ликвидированные боевики были причастны к салафитскому движению и дислоцирующейся в Турции деструктивной организации:
Как пример можно привести проведение КТО на территории Ингушетии 2 и 3 марта текущего года по ликвидации банды салафитов, которые позиционировали себя как участники так называемой Ингушской освободительной армии, о создании которой было объявлено деструктивной неправительственной организацией «Комитет ингушской независимости», дислоцирующийся в Турции.